# Ugró ősrovarok
Az ugró ősrovarok (Archaeognatha) az ízeltlábúak törzsébe, rovarok osztályába, és a szárnyatlan rovarok alosztályába tartozó rovarrend. Képviselőik mind apró termetű, kezdetleges, elsődlegesen szárnyatlan rovarok. Nevük (archaeos = ősi;  gnatha = rágó) szájszervük ősi formájára utal.
A világon mindenütt elterjedtek. Körülbelül 350 fajukat 2 családba sorolják.

## Megjelenésük
Testük hosszúkás, kicsiny, 1-1,5 centiméternél nem nőnek nagyobbra. Hátoldaluk oldalnézetből púpos. Egyszerű szájszervvel és mozgékony csáppal rendelkeznek. Három pontszemük és két nagy összetett szemük van. Potrohuk végén három hosszú nyúlványt, két fartoldalékot (cercus) és közöttük a feltűnően hosszúra megnyúlt végfonalat (filum terminale). A potroh hasoldalán található nyúlványok, a farcsuták és a haslemezek összenövése által kialakult pálcaszerű függelékeik (stylus) segítségével akár 30 cm-es magasságba is képesek felugrani.

## Életmódjuk
Táplálkozásuk során növényi részeket és bomló növényi anyagokat fogyasztanak. A Földön mindenütt elterjedtek, füves, erdős, területeken, tengerpartokon. Kövek alatt, avarban, és korhadó növényi maradványokban élnek.

## Szaporodásuk
Szaporodásuk során a hím és nőstényegyedek nem érintkeznek közvetlenül, így a megtermékenyítés közvetett. A hím által lerakott spermacsomókat a nőstény tojócsövével szippantja fel. A megtermékenyített peték csomóit repedésekbe, üregekbe rakják. Az utódok csak sok vedlés után, gyakran csak két év elteltével válnak ivaréretté, azonban külsőleg hasonlatosak a kifejlett példányokra.